# Boehmeria penduliflora
Boehmeria penduliflora är en nässelväxtart som beskrevs av Hugh Algernon Weddell och David Geoffrey Long. Boehmeria penduliflora ingår i släktet Boehmeria och familjen nässelväxter. Inga underarter finns listade i Catalogue of Life.

## Bildgalleri

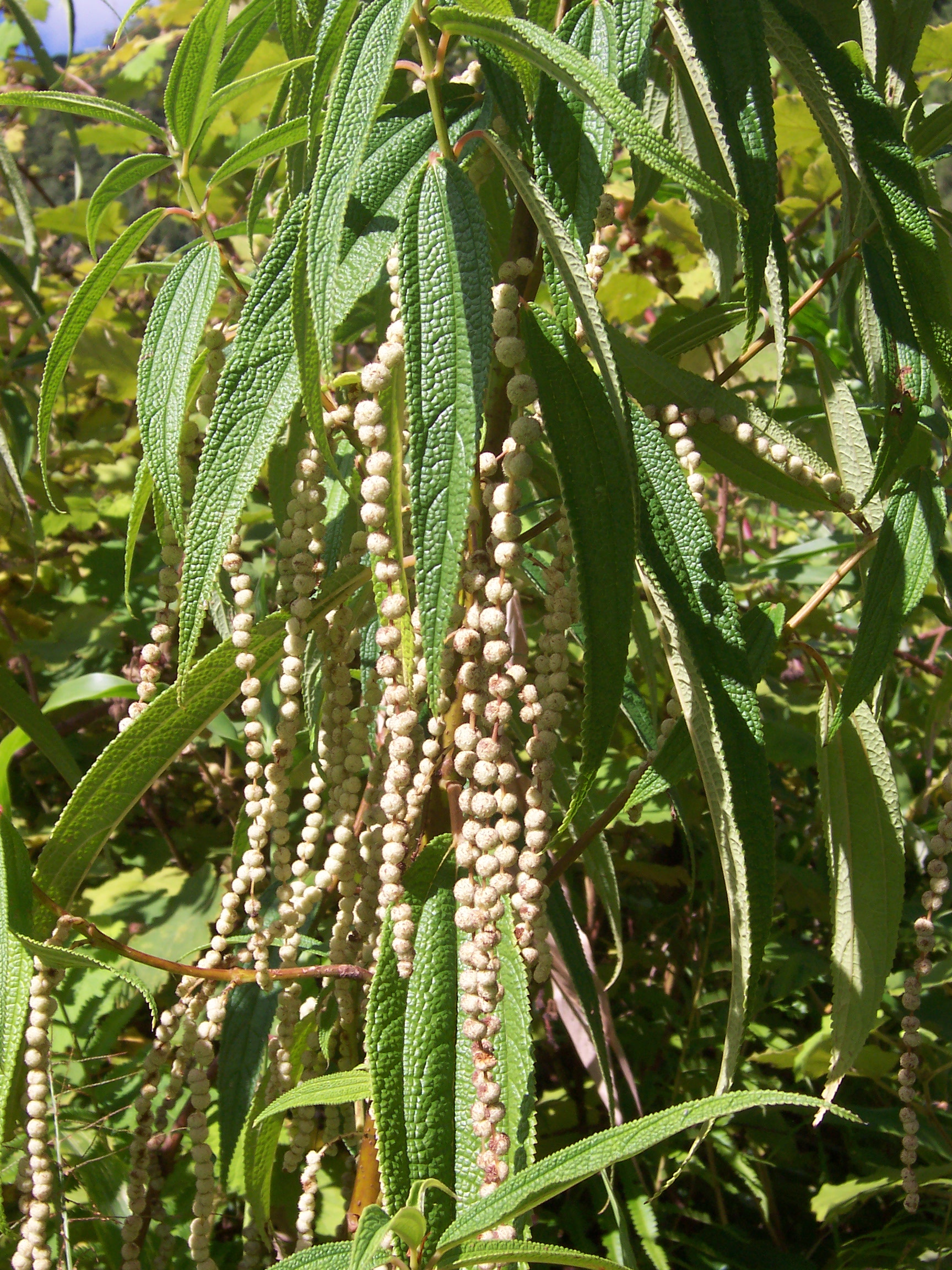